# Sarcoglyphis thailandica
Sarcoglyphis thailandica är en orkidéart som beskrevs av Gunnar Seidenfaden. Sarcoglyphis thailandica ingår i släktet Sarcoglyphis och familjen orkidéer.
Artens utbredningsområde är Thailand. Inga underarter finns listade i Catalogue of Life.